# Spegazzinia intermedia
Spegazzinia intermedia är en svampart som beskrevs av M.B. Ellis 1976. Spegazzinia intermedia ingår i släktet Spegazzinia, divisionen sporsäcksvampar och riket svampar.   Inga underarter finns listade i Catalogue of Life.